# Surya Patera
La Surya Patera è una struttura geologica della superficie di Io.